# Tetrablemma deccanense
Espèce
Synonymes
- Indonops deccanensis Tikader, 1976

Tetrablemma deccanense est une espèce d'araignées aranéomorphes de la famille des Tetrablemmidae.

## Distribution
Cette espèce est endémique d'Inde.

## Étymologie
Son nom d'espèce, composé de deccan et du suffixe latin -ensis, « qui vit dans, qui habite », lui a été donné en référence au lieu de sa découverte, le Deccan.

## Publications originales
- Tikader, 1976 : A new genus and species of spider of the family Caponiidae from India. Bulletin of the British Arachnological Socity, vol. 3, no 6, p. 174-176.